# Freddie Smith
Frederick Gregg Smith, meglio conosciuto come Fred o Freddie Smith (West Sleekburn, 25 dicembre 1942 – Burnley, 26 marzo 2020), è stato un calciatore inglese, di ruolo difensore.

## Biografia
Lasciato il calcio giocato ha svolto diversi mestieri, come il lattaio, l'edicolante ed infine il ristoratore a Nelson nel Lancashire. È deceduto afflitto da demenza a Burnley lasciando la moglie Jean e due figli.

## Carriera

### Club
Di ruolo terzino sinistro, si forma calcisticamente nel Burnley, dove era entrato nel settore giovanile nel gennaio 1958 ed in cui esordì nel novembre 1963. Gioca con i Clarets sino al novembre 1970, quando viene ceduto al Portsmouth per £10.000. Con la squadra di Burnley ottiene come miglior piazzamento il terzo posto nella First Division 1965-1966. Con i Clarets Smith ha disputato in totale tra le competizioni ufficiali 107 incontri, segnando una rete nel maggio 1967 contro l'Arsenal.
Nel novembre 1970 scende di categoria per giocare nel Portsmouth, militandovi sino al 1973.
Nel 1974 si trasferisce negli Stati Uniti d'America per giocare nella North American Soccer League con i Dallas Tornado. Nella stagione 1974 raggiunge con i texani le semifinali del torneo. 
Terminata l'esperienza americana torna in patria per chiudere la carriera nell'Halifax Town.